# Perfect (Lucas & Steve)
Perfect is een nummer van het Nederlandse dj Lucas & Steve uit 2019, ingezongen door de Nederlandse singer-songwriter Haris Alagic.
Lucas & Steve zeiden over het nummer: "Door open te staan voor nieuwe ervaringen en kansen in het leven te grijpen, kunnen hele onverwachte dingen ontstaan. Liefde en nieuwe vriendschappen kunnen ineens op je pad komen als je volop van het leven geniet. Dat kan het perfecte gevoel oproepen van puur geluk. Dat gevoel hebben we echt willen pakken in dit nummer. We zijn er zo trots op en we zijn zo blij dat we dit eindelijk met onze fans kunnen delen". De melodie in de beat is gesampled uit Take on Me van A-ha. Volgens de dj's heeft het een jaar geduurd voordat ze de rechten van de melodie kregen. Het nummer werd bescheiden hit in het Nederlandse taalgebied. Het bereikte de 10e positie in de Nederlandse Top 40. In Vlaanderen bereikte het nummer de 8e positie in de Tipparade.